# قراءة

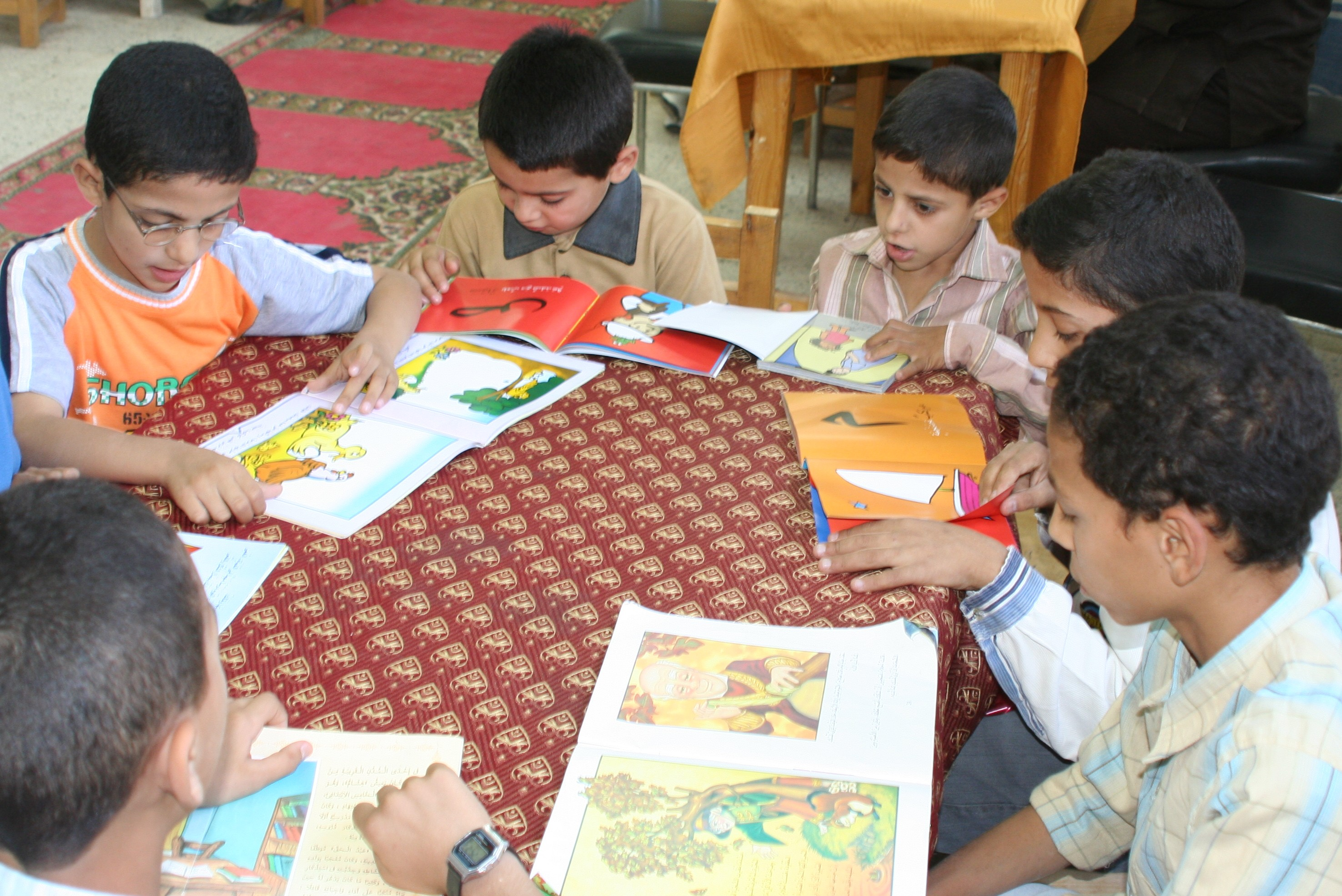
أطفال يقرؤون، مصر.

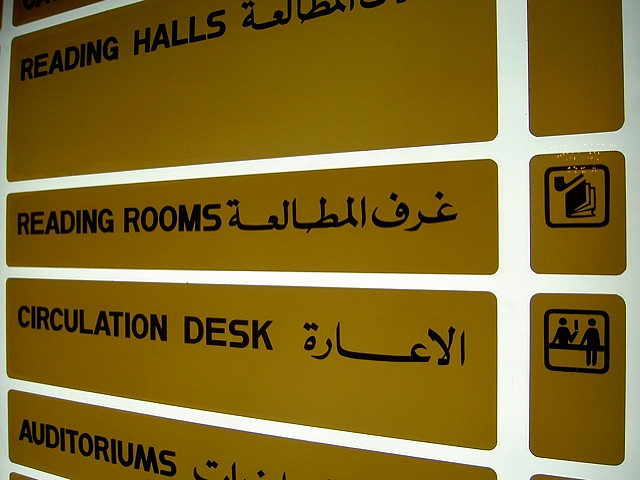
لافتة ترشد رواد المكتبة إلى مكان استعارة الكتب وإلى غرفة المطالعة - دمشق.

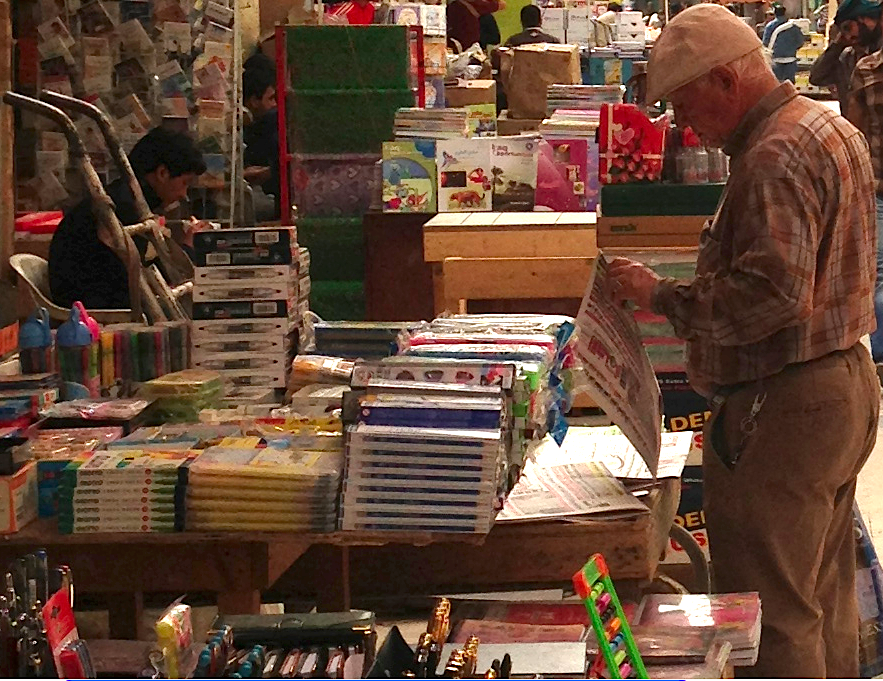
رجل يقرأ صحيفة في بغداد

كلمة « اقرأ » أول كلمة نزلت في القرآن بالخط العربي المزخرف.

القراءة عملية معرفية تستند على تفكيك رموز تسمى حروفا لتكوين معنى، والوصول إلى مرحلة الفهم والإدراك. وهي جزء من اللغة التي هي وسيلة للتواصل أو الفهم. وتتكون اللغة من حروف وأرقام ورموز معروفة ومتداولة للتواصل بين الناس.
فالقراءة هي وسيلة استقبال معلومات الكاتب أو المرسل للرسالة واستشعار المعنى المطلوب، وهي وسيلة للتعلم والتواصل مع الثقافات والحضارات عن طريق استرجاع المعلومات المسجلة في المخ، والمعلمة من قبل على شكل حروف وأرقام ورموز وأشياء أخرى مثل طريقة برايل للقراءة للمكفوفين. وتوجد أنواع أخرى للقراءة غير التي في اللغة مثل قراءة النوتات الموسيقية أو الصور التوضيحية. وفي مصطلحات علم الحاسوب، فإن القراءة هي استرجاع معلومات من أماكن تخزينها على الحاسوب كالأقراص الصلبة والمرنة وغيرها.

## أنواع القراءة
تنقسم القراءة من ناحية الممارسة إلى نوعين أساسين هما القراءة الصامتة والقراءة الجهرية وكلاهما يتطلب من القارىء أن يقوم بتعريف الرموز وفهم المعاني إلا أن القراءة الجهرية تتطلب من القارئ أن يفسر لغيره الأفكار والانفعالات التي تحتوي عليها المادة المقروءة.

## مهارات القراءة الصامتة
1. تحديد أهداف الكتاب وموضوعه.

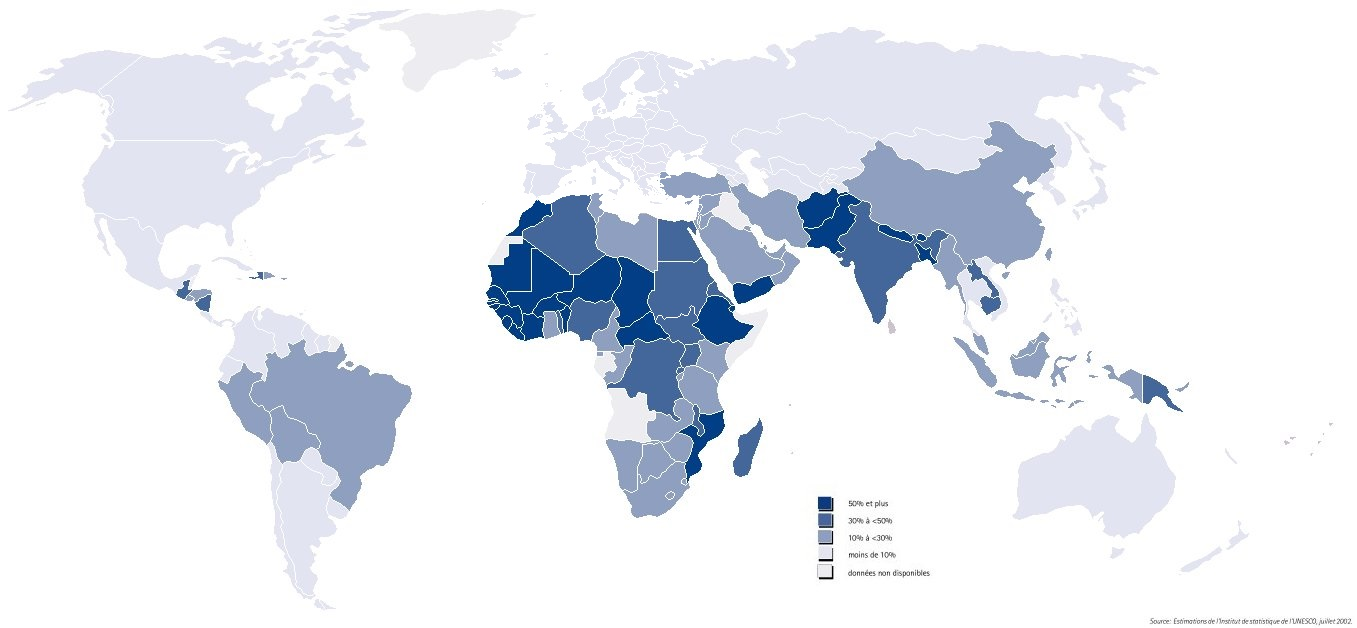
خريطة توزيع نسبة الأمية في العالم سنة 2000

2. تحديد كل من الأفكار الرئيسية والفرعية والتمييز بينهما.
3. فهم معاني الكلمات والتراكيب.
4. اختيار عنوان مناسب للمادة المقروءة.

## مهارات القراءة الجهرية
- القراءة الصحيحة الخالية من الأخطاء.
- إخراج الحروف من مخارجها.
- التعبير الصوتي عن المعاني المقروءة.
- الالتزام بمواضع الوقف الصحيحة.

كما يمكن أن تكون في البيئة الصفية على النحو التالي:
أ- يعتبر المعلم أو القارئ نموذجا حيا يرى التلميذ من خلاله كيفية القراءة المرنة.
ب- تمكن هذه الأخيرة التلميذ من الاستماع إلى موضوعات تفوق مستواه في القراءة ومن مناقشتها، حيث أن قدرته على فهم المسموع قد تفوق قدرته على فهم ما يقرأ هو بنفسه.
ج- تعطي التلميذ خلفية عن الموضوع أو القصة مما يولد لديه رغبة في قراءة ذلك الموضوع أو القصص
د- تمكن التلاميذ الأكبر سنا من القراءة للأصغر سنا.

## مبادئ القراءة

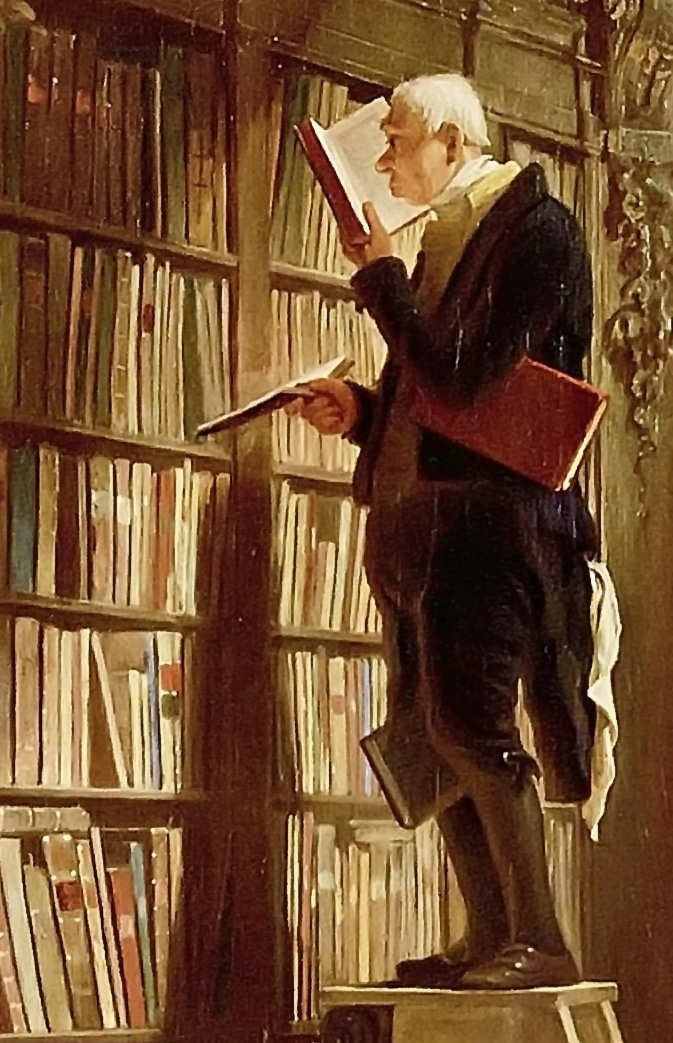
لوحة للفنان الألماني كارل شبيتزفيج تحت عنوان قارض الكتب.

- القراءة عملية بنائية بمعنى أنه لا يوجد نص يفسر نفسه تفسيرا تاما فعند تفسير النص يعتمد القارئ على مخزون المعرفة عن موضوع النص وذلك من خلال استخدام القارئ معرفته السابقة لتفسير النص.
- القراءة تحتاج إلى معرفة القارئ هجاء الكلمة ونطقها وربط الكلمة بمعناها.
- تعتمد طريقة قراءة النص على مقدار تعقد النص ومدى فهم القارئ لموضوعه والهدف من القراءة سواء أكان الهدف تعليميا أو بهدف التسلية.
- إن تعلم القراءة بحاجة أن يتعلم القارئ التحكم في قراءته حسب المادة المقروءة وقدرته على الاستيعاب.
- تتطلب القراءة الجيدة التركيز العميق ومعرفة أن المادة المقروءة يمكن أن تكون ممتعة ومفيدة في آن واحد.
- القراءة الجيدة تتطلب الاستمرارية والممارسة والتحسين المستمر.

## القراءة الابتكارية

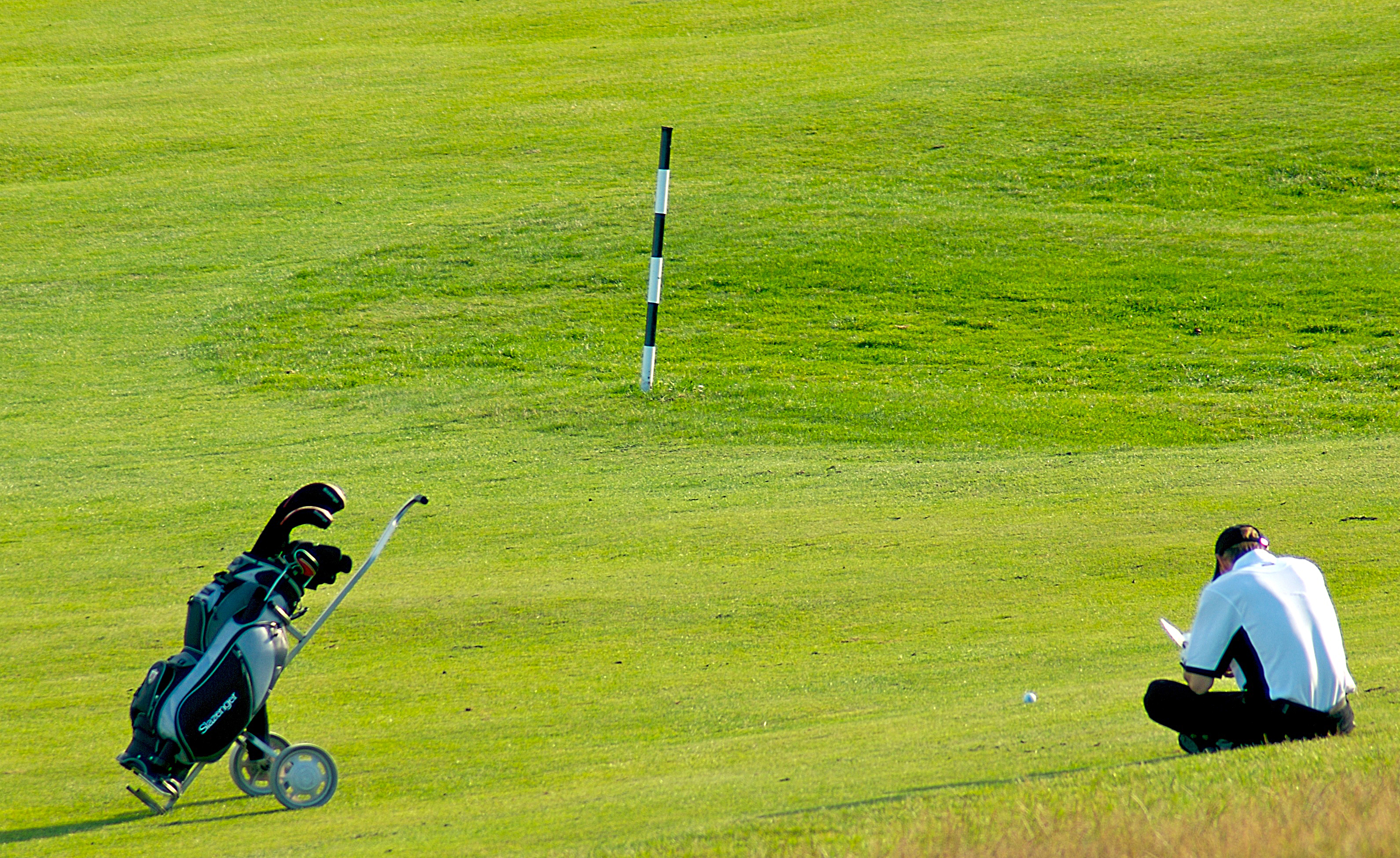
لاعب غولف يقرأ كتابا

نظرا للتطور التكنولوجي الهائل والانفجار المعرفي الذي يشهده العصر الحالي والاهتمام بحرية التعبير وإبداء الرأي اتسع مفهوم القراءة وأصبحت القراءة عقلية انفعالية تشمل تفسير الرموز والرسوم التي يتلقاها القارئ عن طريق فهم المعاني والربط بين الخبرة السابقة للقارئ وهذه المعاني والاستنتاج والنقد والحكم والتذوق وحل المشكلات ومن هنا جاءت أهمية ربط القراءة بالابتكار والإبداع وخرجت القراءة من مفهومها التقليدي الذي أصبح لا يفي بحاجات العصر إلى القراءة الابتكارية التي تجعل من الكتاب مصدراً للتفكير والإبداع وتجعل المتعلم يغوص في المادة المقروءة ليكتسب الحقيقة فيما يقرأ ويستدعي الأفكار المخبئة التي يمتلكها هو والتي يمزجها بتخيله فيزداد رصيده من المادة المقروءة ويصبح قادرا على توظيفها واستخدامها أو إعادة كتابتها والتعبير عنها.

## القراءة في الوطن العربي

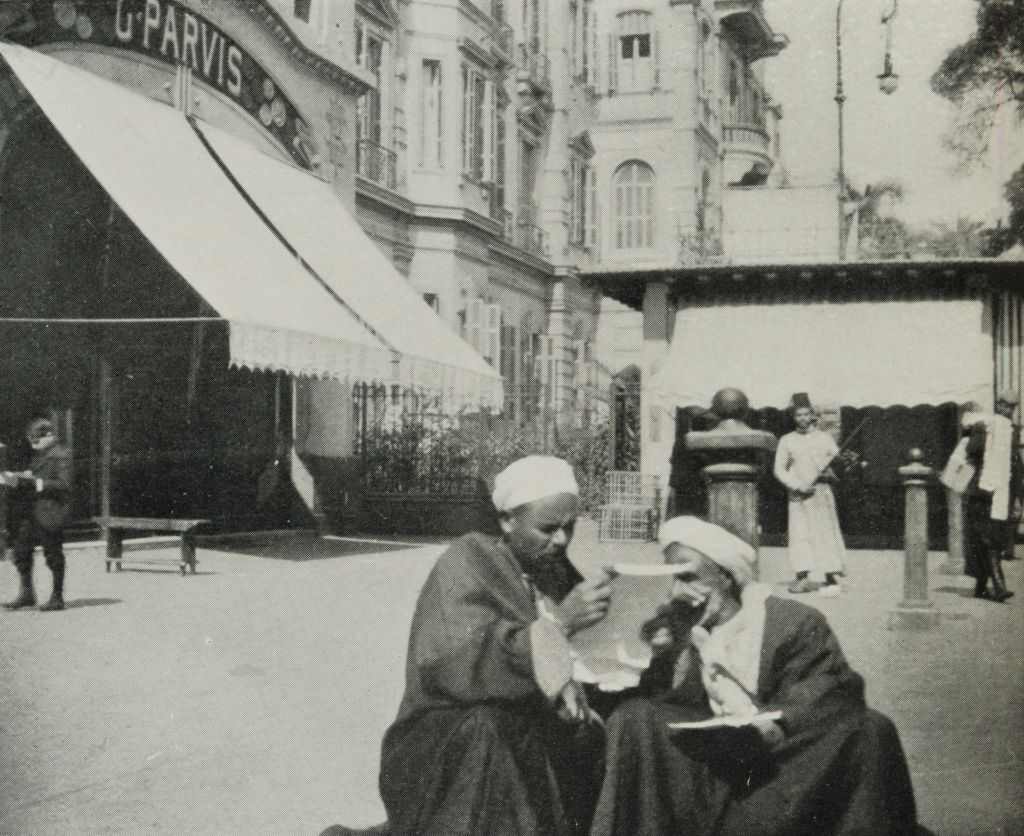
أفندية يقرؤون جوابا في القاهرة 1911م

يعاني الوطن العربي من قلة القراءة ففي إحصائية وُجد أن كل مليون عربي يقرؤون 30 كتاباً فقط.
هذا يكشف لنا أن وضع القراءة في العالم العربي مزرٍ للغاية، والمقصود بالقراءة أياً كانت، (سواء كانت كتب علمية أو أدبية أو أي نوع آخر)
من أسباب ضعف القراءة في العالم العربي: الوضع الاقتصادي المتدهور الذي لا يسمح بشراء الكتب، إضافة إلى أنّ عناوين القراءة العربيّة تشير إلى أنّ العرب حتّى اليوم لا يقرأون، ولا يُعيرون القراءة اهتماماً (70 مليون منهم أمّيّون لا يقرأون ولا يكتبون) وهذا ما أدى إلى تفاقم الأميّة لتبلغ أعلى مستوياتها في دول عربية مثل: اليمن، موريتانيا، وجيبوتي، إضافة إلى انتشار الجهل حيث يوجد فئة واسعة من الطلاب يتركون الدراسة بعد انتهاء المرحلة الابتدائية، ويلتحقون بسوق العمل، لعدة أسباب منها المادية ولظروف سياسية واجتماعية صعبة مثل الحروب وقلة الموارد.

## أهداف القراءة
توجد العديد من الأهداف التي تكمن وراء القراءة، وتختلف هذه الأهداف من شخص لآخر تبعاً لحالته، وثقافته، وهذهِ الأهداف قد تكون:
- أهداف وظيفية: كمن يقرأ في صلب تخصصه وطبيعة عمله.
- أهداف تطويرية: وهي قراءة ما يصقل الشخصية ويعزز المواهب.
- أهداف ثقافية ومعرفية: مثل القراءة العامة للمعرفة والاطلاع وزيادة المخزون الثقافي.
- أهداف ترويجية: إذ القراءة بحد ذاتها إيناس للنفس فكيف إن كان المقروء من النوادر والملح والحكايات المستطرفة والأعاجيب.
- أهداف واقعية: بالتفاعل مع الواقع كالعروس تقرأ قبل الزواج أو من يسمع عن منظمة التجارة الدولية فيقرأ عنها.

## أهمية القراءة
القراءة من أهم العمليات العقلية التي قد يستفيد منها الإنسان في وقت قصير جدًا، كما أن القراءة تجعل من المجتمع مجتمعا واعٍ، الشخص القارئ يعرف جيدًا كيف ينتقد ويسمع الانتقاد، وكذلك يفهم وجهة نظر الآخرين، ويستطيع التعبير عن وجهة نظرهِ الشخصية دون الحاجة إلى رفع صوتهِ أو العنف، القراءة تغير أسلوب الحياة بالنسبة للبشر، لأن من خلالها يحدث نوع من التأمل وإعمال الذهن والعقل والحواس البشرية ككل، ومن هذا المنطلق يبدأ الإنسان في السيطرة على ذاته من خلال القراءة والمعرفة والوعي.

## معرض صور

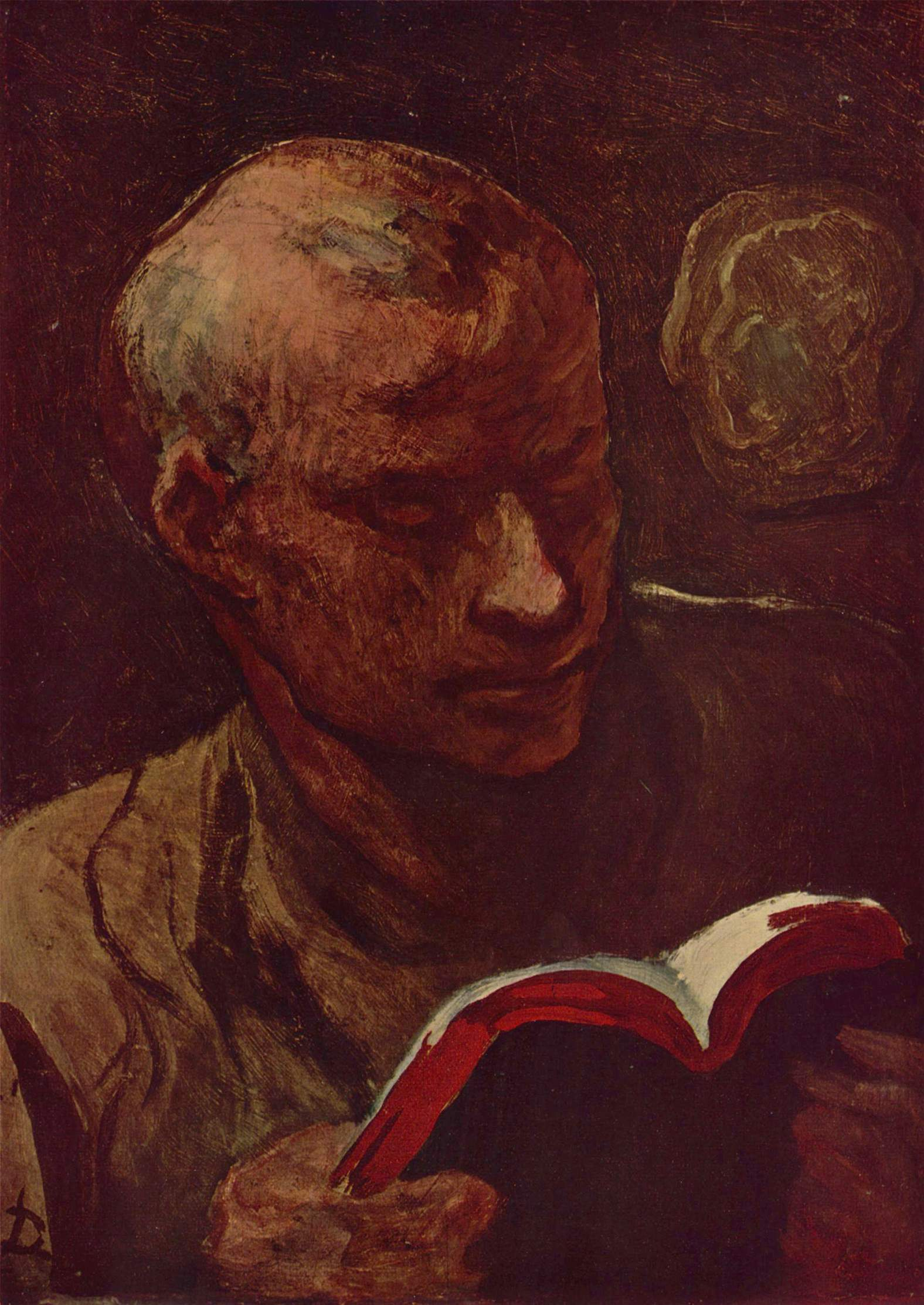
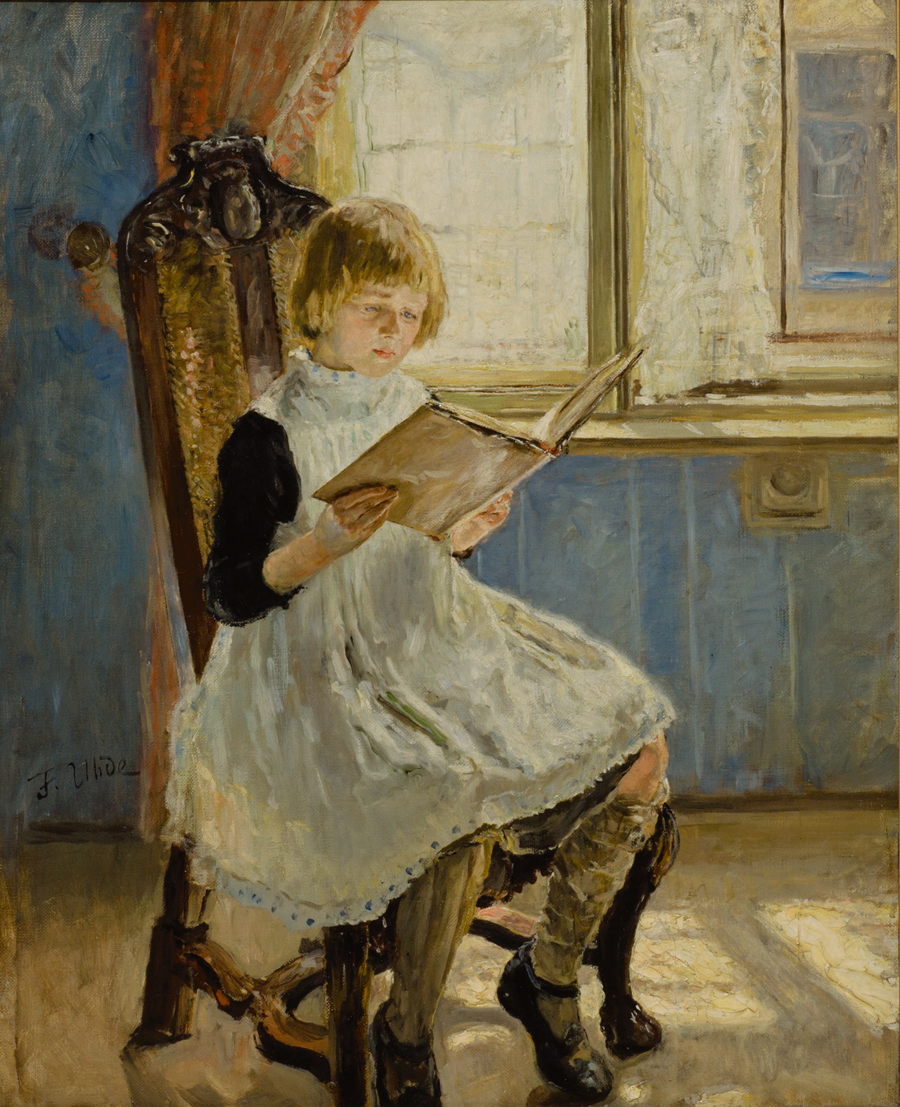
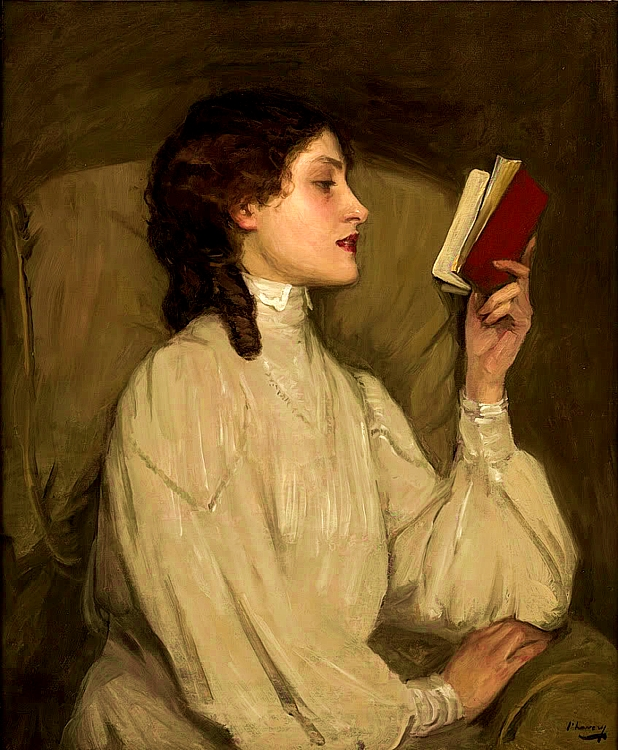
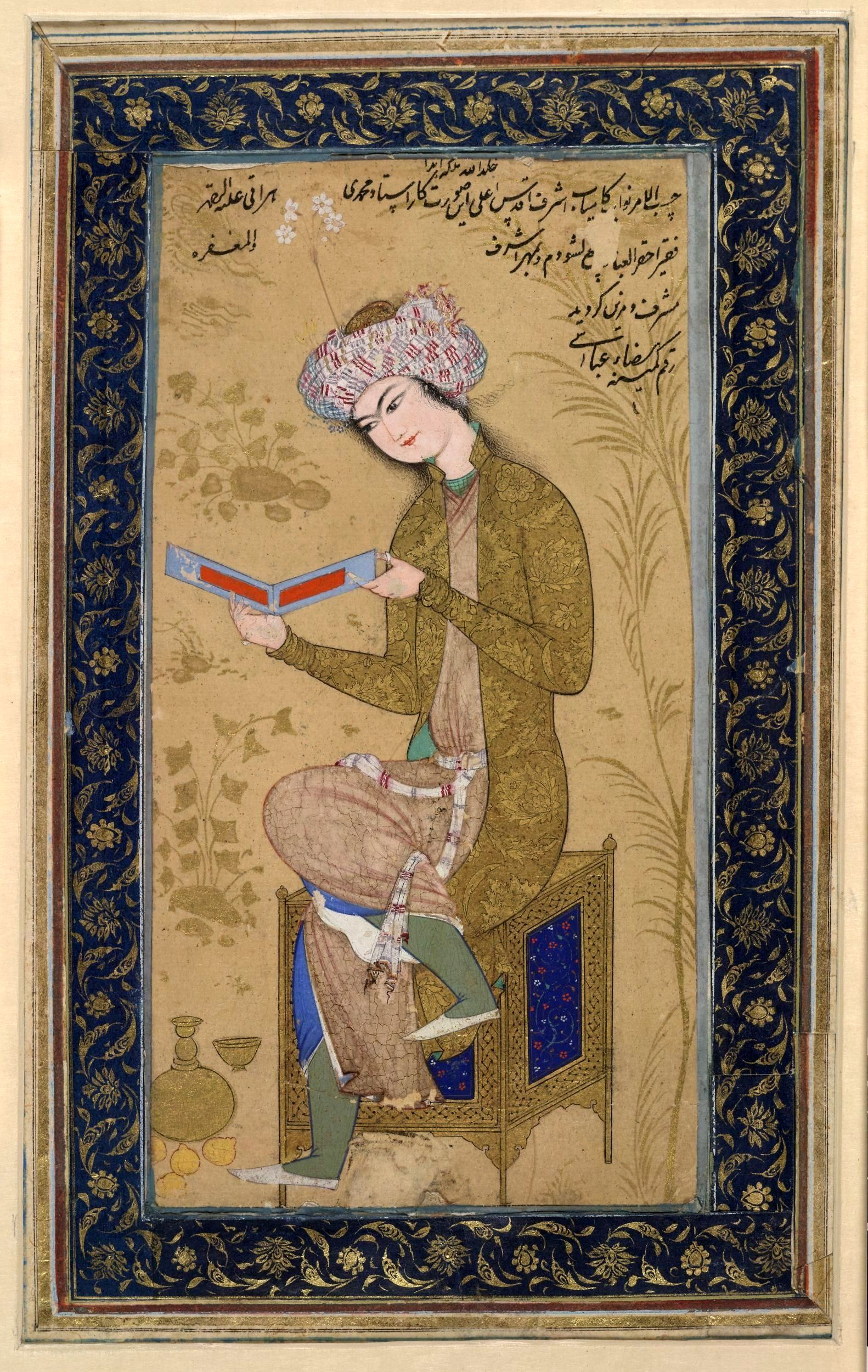